# 수생정원

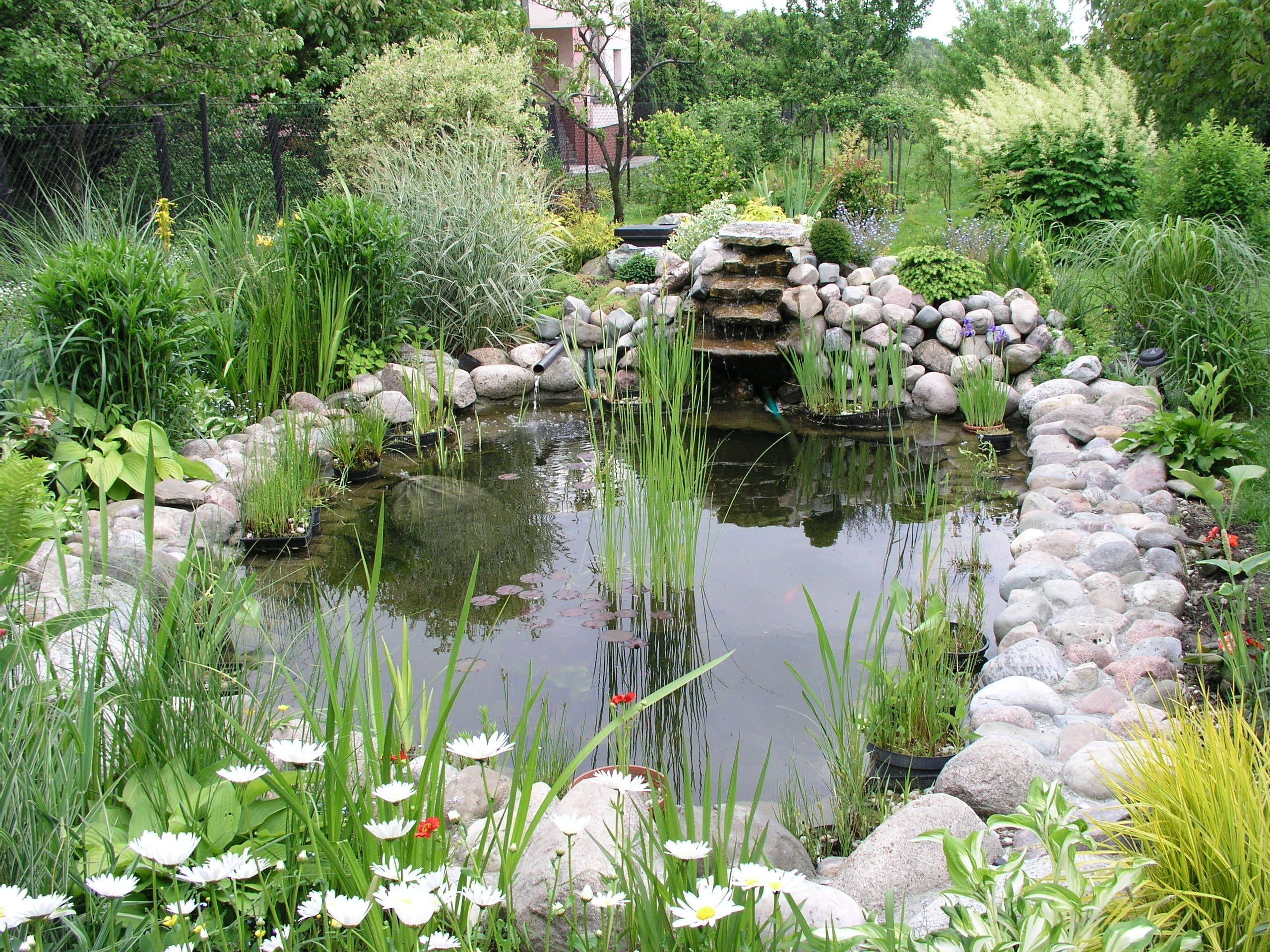
개인 주택에 조성된 작은 수생정원의 모습

수생정원(water garden) 또는 수생식물원은 모든 유형의 수생적 특징(특히 정지)이 주요 요소이거나 지배적인 요소인 정원 또는 정원의 일부에 사용되는 용어이다. 주된 초점은 식물에 있지만 때로는 집기러기나 관상어를 키우는 경우도 있는데, 이 경우 물고기 연못이라고 부를 수 있다. 크기와 스타일이 엄청나게 다양하다.
수생정원 원예는 호수, 강, 연못, 특히 얕은 여백에 적응한 식물을 재배하는 것과 관련된 정원 가꾸기이다. 수생정원은 크기나 깊이에 거의 제한이 없지만 크기가 작고 상대적으로 얕아서 깊이가 50cm(20인치) 미만인 경우가 많다. 이는 대부분의 수생 식물이 깊이에 민감하고 번성하기 위해 특정 수심이 필요하기 때문이다. 바닥에서 올려진 바구니에 심는 것이 도움이 될 수 있다. 물의 정원에는 물에 젖은 토양을 즐기는 식물을 위한 습지 정원이 포함될 수 있다. 때때로 이것들의 주된 목적은 수련과와 같은 특정 종 또는 수생식물 그룹을 가꿔나가는 것이다.

## 같이 보기
- 조경
- 아쿠아스케이프
- 생화학적 산소 요구량
- 화학적 산소 요구량
- 비오톱